# Adel Sater
Adel Yousif Sater (* im 20. Jahrhundert in al-Muharraq) ist ein bahrainischer Diplomat.

## Leben
Er absolvierte die Universität Alexandria in Ägypten und schloss sein Studium mit dem Bachelor in Wirtschaftswissenschaften ab. Er trat 1975 in den diplomatischen Dienst Bahrains ein und arbeitete bis 1980 im politischen Direktorat des Außenministeriums. Von 1980 bis 1985 war er als Generalkonsul in Montreal in Kanada eingesetzt. Es schloss sich eine Verwendung im Wirtschaftsdirektorat des Außenministeriums in Bahrain von 1985 bis 1988 an. Ab 1988 war er in Genf bei der ständigen Vertretung Bahrains bei den Vereinten Nationen tätig, in den Jahren 1990/1991 als interim Geschäftsträger. 1993 ging er als Geschäftsträger an die bahrainische Botschaft in London im Vereinigten Königreich. Im Jahr 2000 kehrte er zurück nach Bahrain und arbeitete ein Jahr im Außenministerium. 2001 wurde er Botschafter in Deutschland. Zugleich war er auch in Polen, Ungarn und Liechtenstein akkreditiert. Diese Funktion hatte er bis 2007 inne. 2009 wurde er Botschafter in Bangkok in Thailand. Außerdem war er in Bangladesch, Malaysia, den Philippinen und Singapur akkreditiert. Diese Ämter hatte er bis 2017 inne.
Sater ist verheiratet und Vater von vier Söhnen.